# Primera Batalla de Rappahannock Station
La Primera Batalla de Rappahannock Station, también conocida como Waterloo Bridge, White Sulphur Springs, Lee Springs, o Freeman's Ford, tuvo lugar entre el 22 y el 25 de agosto de 1862 en los Condados de Culpeper y de Fauquier, Virginia, durante la Campaña del Norte de Virginia, en el Teatro del Este de la Guerra de Secesión.
A principios de agosto, el general confederado Robert E. Lee piensa que el Ejército del Potomac de la Unión del mayor general George B. McClellan, se está retirando de la Península de Virginia para reforzar al mayor general John Pope. Envía entonces al mayor general James Longstreet con sus tropas desde Richmond a cerca de Gordonsville para unirse a Thomas Jonathan Jackson y tomar el mando del conjunto. El 20 y 21 de agosto, Pope se retira con su Ejército de Virginia a la línea del río Rappahannock. 
Durante los siguientes días, entre el 22 y 25 de agosto, los dos ejércitos se enfrentan en una serie de acciones menores a lo largo del río Rappahannock en Waterloo Bridge, Lee Springs, Freeman's Ford, y Sulphur Springs, produciéndose unos centenares de bajas en total (muere de una bala en la sien el brig. gen. unionista Henry Bohlen , a orillas del río Rappahannock ).
Estas escaramuzas a lo largo del río provocan que Pope decida defenderse en dicho lugar mientras las tropas de Jackson avanzan a través de la brecha de Thoroughfare para amenazar la retaguardia de la Unión con la ocupación de Bristoe Station y la base de suministros de Manassas Junction. 